# FC Van
FC Van är en fotbollsklubb från Tjarentsavan i Armenien som grundades 2019. Klubben har de senaste åren vunnit högsta ligan i Armenien.

## Placering tidigare säsonger
| Säsong    | Nivå | Liga           | Placering | Referens |
| --------- | ---- | -------------- | --------- | -------- |
| 2019/2020 | 2    | 1. lîga        | 1         | [ 2 ]    |
| 2020/2021 | 1    | Premier League | 6         | [ 3 ]    |
| 2021/2022 | 1    | Premier League | 8         | [ 4 ]    |
| 2022/2023 | 1    | Premier League | 5         | [ 5 ]    |

## Tränare
- Karen Barseghian, (31 maj 2019–31 juli 2020)
- Sevada Arzumanian, (sedan 31 juli 2020)[6]